# Communauté religieuse
Pour un article plus général, voir Communauté.
Une communauté religieuse est un ensemble de personnes qui poursuivent le même idéal religieux (les conseils évangéliques par exemple).
Elle peut être un groupe humain reflétant la société civile, ayant adopté une religion ou un courant religieux. Un tel groupe est plus ou moins important, de quelques personnes (une « secte », une minorité) à un sous-groupe de la population d'un État (exemple : la communauté musulmane de France). De tels groupes peuvent être dénommés Églises (ce qui n'a pas de caractère national ou universel, et correspond dans l'Histoire du Christianisme aux actuels diocèses).
La communauté religieuse peut aussi être un groupe organisé en vue d'atteindre l'idéal religieux affiché. Il peut s'agir :
- d'une organisation de laïcs et éventuellement de clercs séculiers (anciennes congrégations laïques du Christianisme) ;

- du regroupement de religieux menant une vie commune : pour le christianisme et notamment l'Église catholique romaine, de clercs séculiers s'agrégeant à un ordre séculier pour devenir des clercs réguliers, ou des clercs prononçant des vœux solennels pour entrer dans un ordre régulier, que celui-ci soit monastique ou non (chanoines réguliers par exemple). On parle dans tous ces cas, en Droit français, de congrégations religieuses.

## Christianisme

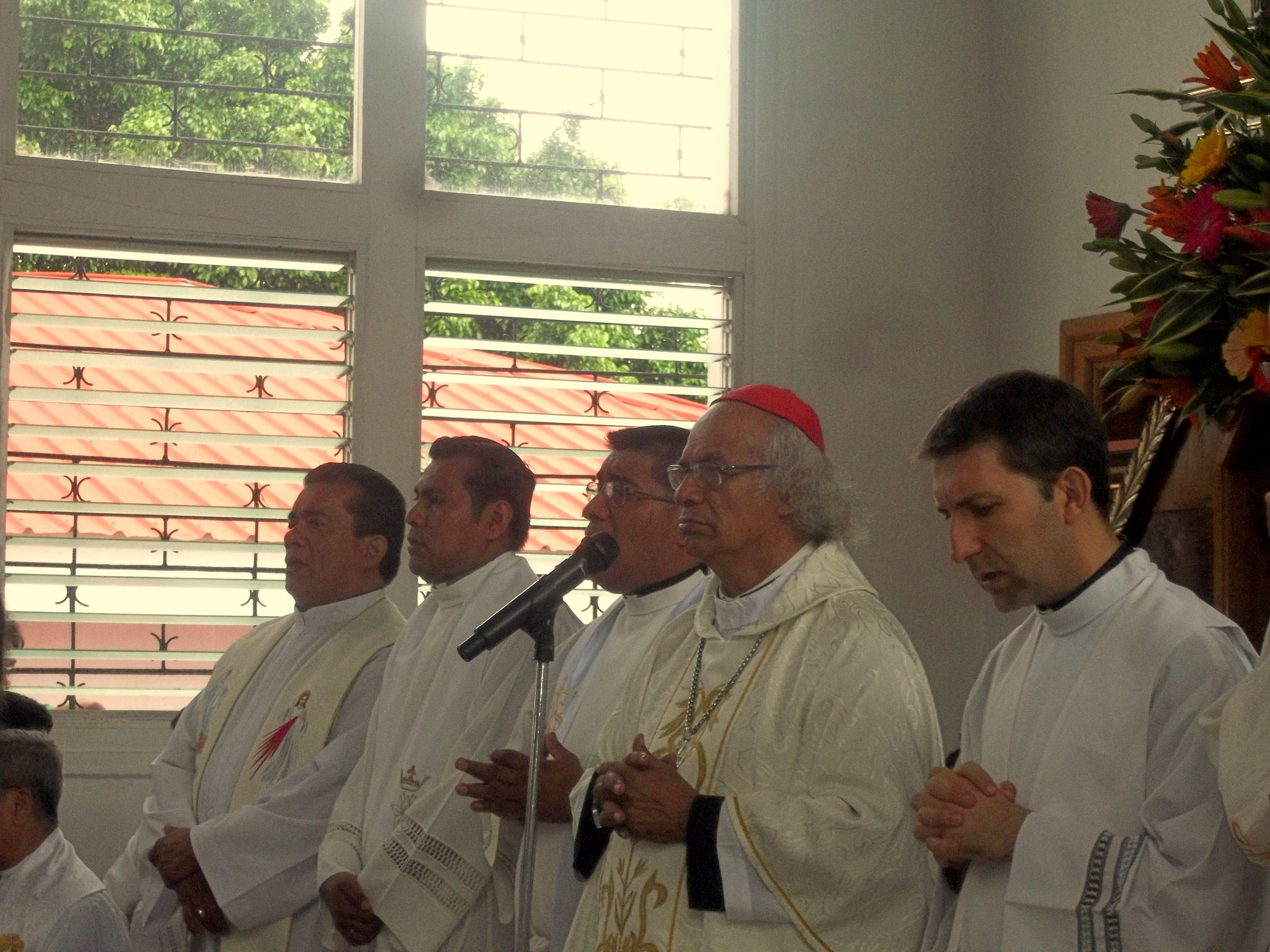
Religieux catholiques.

Dans le christianisme, une communauté religieuse est une communauté dont les membres, hommes ou femmes, clercs ou laïcs, partagent la même vocation à une vie consacrée (monacale), qui est une forme de vie religieuse. Ils sont généralement appelés religieux ou religieuses. Dans le catholicisme, les types de communautés religieuses se déclinent en instituts de vie consacrée, religieux ou séculiers, ainsi qu'en sociétés de vie apostolique. 
Le terme est également utilisé pour désigner les membres d'une religion qui vivent au sein d'une communauté, mais qui ne sont pas séparés des autres et qui ne se consacrent pas uniquement à leur foi. Ils adorent ensemble dans un lieu de culte tel qu'un temple, une synagogue, une église ou une mosquée. Dans de nombreuses religions, un groupe adorant en commun est appelé une congrégation. Dans un sens plus étroit, une communauté religieuse, est un groupe de personnes de la même religion vivant ensemble spécifiquement à des fins religieuses, souvent soumises à des engagements formels tels que des vœux religieux, comme dans un couvent ou un monastère. La plupart des communautés religieuses font partie de la manière dont les religions sont organisées, et la plupart des religions ont une certaine forme d'ordre religieux.

## Islam
L'oumma est à la fois un contenu humain (les fidèles), politique (la nation islamique) et spirituel (communauté des musulmans).